# Zvonko Digital
Zvonko Digital (также Zvonko Group) — российский концерн и цифровой дистрибьютор. Ранее функционировал под именем «Национальный цифровой агрегатор» (НЦА).

## История
Компания основана в 2015 году под названием «Национальный цифровой агрегатор» (НЦА). Тогда же стала дистрибьютором Velvet Music, «Студии „Союз“», «Мелодии», Gamma Music и основала свой собственный лейбл звукозаписи — «Первое музыкальное издательство». Позже выкупила у Universal Music Group долю российского лейбла электронной музыки Effective Records.
В 2016 году совместно с «Первым музыкальным издательством» был основан национальный реестр контента.
Согласно данным «Интерфакс», выручка НЦА в 2019 году составила 448 млн рублей, чистая прибыль — 13 миллионов рублей.

В 2020 году Российское авторское общество получило 40 % прав на произведения НЦА и их подразделений Prime Time AV Lab LTD., у которых в свою очередь, осталось по 30 % прав. Вот, что рассказал по этому поводу Сергей Бабич, организатор музыкальной конференции Colisium:
Это, безусловно, происходит в интересах авторов, подписавшихся с РАО, которое таким образом увеличивает своё влияние на рынке.
Согласно данным List-Org, выручка компании в 2020 году составила 820 миллионов рублей, а чистая прибыль — 117 миллионов рублей.
На запуске YouTube Shorts в России НЦА стала партнёром по предоставлению своего каталога фонотеки, а также стал партнёром TikTok после объявления начала монетизации музыкальных релизов на платформе.
В 2021 году компания заявила, что вместе с FreshTunes и со своими лейблами, а именно: «Первым музыкальным издательством», «Студией „Союз“», Effective Records и Soyuz Music создают концерн Zvonko Group. Аналитики заявили, что 20 % продукта на российском музыкальном рынке — принадлежат Zvonko Group. Управляющим Zvonko Group выступит Дмитрий Коннов.